# Лексические трансформации при переводе
Лекси́ческая трансформа́ция — отклонение при переводе от словарных соответствий, которое заключается в замене отдельных лексических единиц исходного языка на лексические единицы переводного языка, не являющиеся их эквивалентами.

## Виды лексических трансформаций

### Генерализа́ция
Суть этого приёма состоит в том, что выражению на переводном языке придаётся более широкое значение.

Пример: a young man of 6 feet and 2 inches — молодой человек высокого роста.

### Конкретиза́ция
В отличие от генерализации, при использовании этого приёма выражению на переводном языке придается более узкое значение.

Пример: An excellent meal was served at 7. — В 7 часов подали потрясающий ужин.

### Смыслово́е разви́тие
Этот приём заключается в замене словарного соответствия при переводе контекстуальным, лексически связанным с ним.

Пример: to give the horse its head — отпустить поводья.

### Антоними́ческий перево́д
При использовании данного приёма выражение исходного языка заменяется на противоположное. При этом меняется вся структура предложения для сохранения общего смысла.

Пример: He did not die till 1987. — Он прожил до 1987 года.

### Це́лостное преобразова́ние
При использовании трансформации данного вида происходит полное переосмысление всего предложения.

Пример: Help yourself! — Угощайтесь!